# Потапов, Пётр (архитектор)

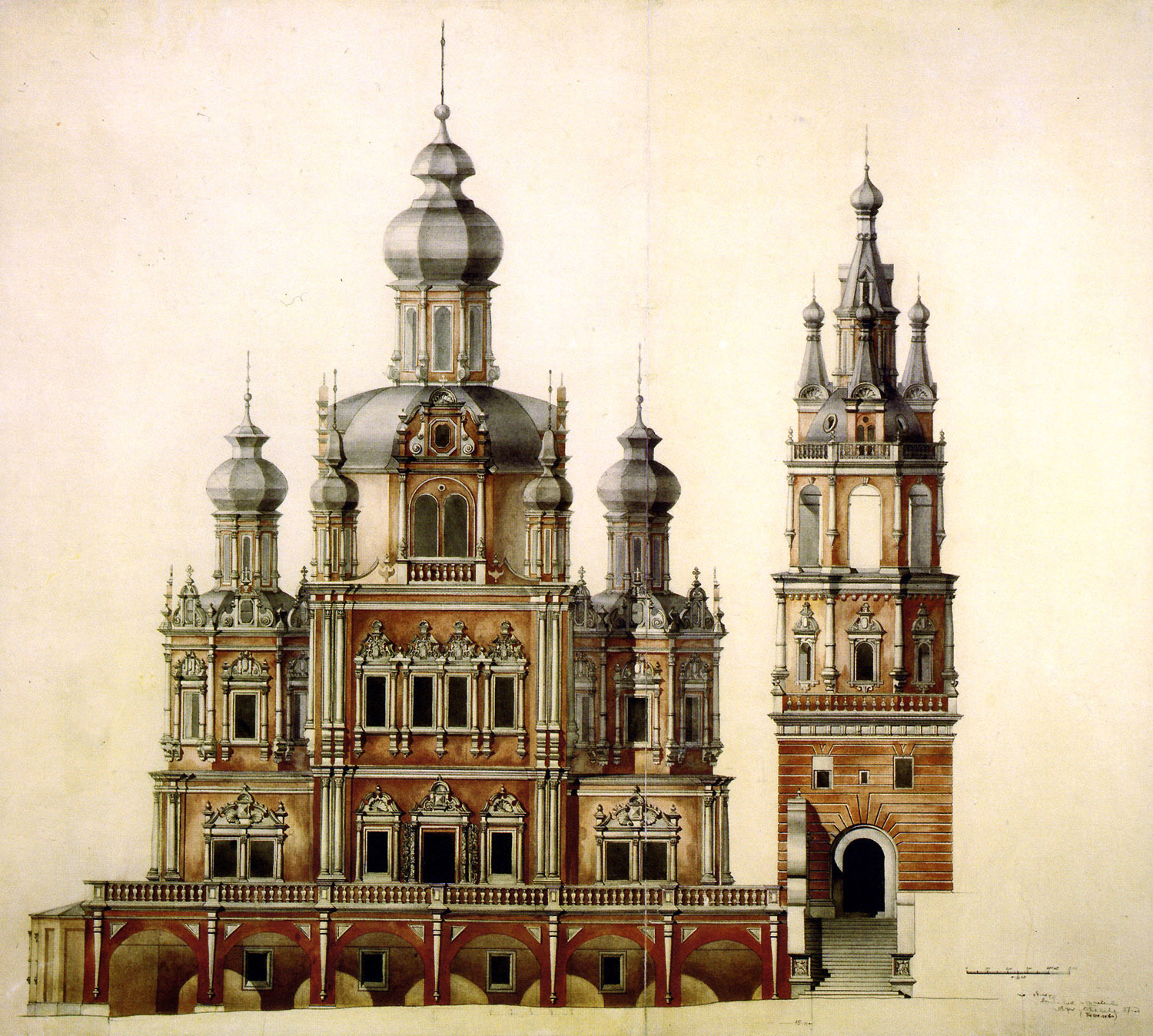
Чертёж храма Успения на Покровке (1936)

Пётр Потапов (даты жизни неизвестны) — гипотетический московский зодчий конца XVII века, именем которого был в 1922 г. назван Потаповский переулок в Москве.
Потапов известен исключительно по надписи на церкви Успения на Покровке (1696—1699 годы, снесена в 1936 году), гласившей: «лета 7204 [1699] октября 25 дня дело рук человеческих, делом именем Петрушка Потапов». Из надписи непонятно, был ли Потапов зодчим храма или же резчиком по камню.
Тем не менее по стилистическому сходству с упомянутым храмом Потапову также приписывают раннебарочные постройки Новодевичьего монастыря в Москве. В популярной литературе к тому же кругу построек относят церковь Воскресения в Кадашах (центральная пятиглавая часть) и стоявший на землях Новодевичьего монастыря храм Михаила Архангела в Тропарёве.